# Gardenia mutabilis
Gardenia mutabilis là một loài thực vật có hoa trong họ Thiến thảo. Loài này được Reinw. ex Blume mô tả khoa học đầu tiên năm 1826.